# Chris Sharma
Chris Omprakash Sharma (ur. 23 kwietnia 1981 w Santa Cruz, Kalifornia) – amerykański wspinacz skałkowy.

## Historia
Chris Omprakash Sharma, syn Gity Jahn i Boba Sharmy, wychowywał się w Santa Cruz w Kalifornii. Wspinaczkę zaczął na sztucznej ściance Pacific Edge w wieku 12 lat. Chris uczęszczał do szkoły Mount Madonna, a następnie przez rok do Soquel High School. W wieku 14 lat wygrał krajowe zawody boulderingowe. Rok później przeszedł drogę o wycenie 5.14 c, która była wtedy uznawana za najtrudniejszą w amerykańskim systemie trudności. Sharma podołał również problemowi boulderowemu Mandala w rejonie Bishop w Kalifornii. W lipcu 2001 ukończył drogę Realization we francuskim Ceüse. Od tamtego czasu Sharma ustalił, a następnie przeszedł kilka dróg, których wycenę szacowano na 5.15, między innymi La Rambla i Es Pontàs (projekt Deep Water Soloing na Majorce). W 2008 roku Sharma przeszedł 80-metrową drogę Jumbo Love o trudności 5.15b (9b) na kalifornijskiej Clark Mountain. Ostatnio przeprowadził się do miasta Lleida w Katalonii, gdzie regularnie otwiera nowe drogi.

## Największe osiągnięcia
- Necessary Evil (5.14c)[3].
- The Mandala (V12). Od momentu przejścia przez Chrisa tej drogi, kilka chwytów zostało odłamanych. Zmiany te sprawiły, że Mandala jako problem boulderowy stała się łatwiejsza, co doprowadziło do powszechnych spekulacji, iż podczas pierwszej wspinaczki wycena tej drogi była bliższa V14. Pierwsze przejście.
- Realization (9a+/5.15a). Pierwsze przejście w 2001 roku. Droga ogłoszona pierwszym ukończonym problemem o trudności 5.15a w historii[4].
- Dreamtime (8B+/8C). Czwarte przejście. W tym czasie wzorzec trudności 8C. Wycenę jednomyślnie zmieniono jednak na 8B+[5].
- Witness the Fitness (V15). Pierwsze przejście. 14-metrowy problem w Ozarks. Droga powtórzona przez Freda Nicole. (Zniszczona i, być może, nie nadająca się do wspinaczki).
- Practice of the Wild (8C). Pierwsze przejście. Jak dotąd, oprócz Chrisa, drogę przeszedł tylko Tyler Landman.
- Dreamcatcher (5.14d). Pierwsze przejście. Granitowa droga boulderowa w Squamish w Kolumbii Brytyjskiej. Powtórzona przez Seana McColl w 2009 roku.
- Es Pontàs. Pierwsze przejście 26 września 2007 roku. Droga, znajdująca się na Majorce, pokonana stylem Deep Water Soloing. Miejsce krytyczne to 2-metrowy skok, na który Sharma poświęcił ponad 50 prób. Spektakularna linia oscyluje wokół wyceny 9b.[6]. Powtórzenia przejścia dokonał dopiero w 2016 roku Słoweniec Jernej Kruder[7].
- Papichulo (9a+). Pierwsze przejście. 45-metrowa droga, zaczynająca się czterema strzałami 5.13d bez odpoczynku rąk, jej kontynuacją jest trudna wspinaczka w niebieskim wapieniu w hiszpańskiej Olianie.
- Jumbo Love (5.15b, 9b). Pierwsze przejście 11 września 2008 roku. Droga przedstawiona w filmie King Lines jako nieskończona linia Clark Mountain. Ma 80 metrów długości, a jej trudność szacuje się na przynajmniej 5.15b. Sharma uznał tę drogę za najtrudniejszą do tamtej pory. We wspinaczce tej pominął 3 przepinki z rzędu z powodu bardzo trudnej sekwencji ruchów, które przyczyniły się do 20-metrowych lotów. Droga została powtórzona przez Ethana Pringle.
- Golpe de Estado (9b?). Pierwsze przejście dokonane 17 grudnia 2008 roku. Golpe de Estado (Siurana, Hiszpania) jest wyprostowaną wersją Estado Critico (5.14c/d), drogi która łączy początek o trudności 5.14d z dalszą wspinaczką 5.14c z niewielkim odpoczynkiem pomiędzy.
- Demencia Senil (9a+?). Pierwsze przejście, 20 lutego 2009 roku (Margalef, Hiszpania).
- French Gangster (8c/5.14b). Przejście on-sight bez wyszczerbionego chwytu, prawdopodobnie trudniejsze. Oryginalna nazwa to American Gangster, ale została ona zmieniona po tym, jak francuski wspinacz wyszczerbił chwyt. Najtrudniejsza droga wspinaczkowa w Chinach.
- Pachamama (9a+/5.15a). Pierwsze przejście.
- Neanderthal (9b/5.15b). Linia przecinająca całą długość jaskini Santa Linya. Droga do chwili obecnej niepowtórzona.
- First Round First Minute (9b/5.15b). 15 metrowa linia w Margalef.
- La Dura Dura (9b+/5.15c). Droga znajduje się w Hiszpanii. Przeszedł ją najpierw Adam Ondra, a potem Chris.

## Zwycięstwa wzawodach wspinaczkowych
- Mistrzostwa USA w boulderingu[1]
- 1997 UIAA World Cup - Kranj[8]
- 1999 X Games – Bouldering – złoty medal[1]
- 2001 Munich Bouldering World Cup[9]
- 2007 Mammut Bouldering Championships
- 2008 Mammut Bouldering Championships[10]